# On the Road Again
On the Road Again é uma música da banda de blues, Canned Heat, tendo sido lançada como single em Agosto de 1968. Apareceu no álbum de 1968, Boogie with Canned Heat, assim como na compilação de 1969, The Canned Heat Cookbook. Alcançou o número 8 no UK Singles Chart e o número 16 do Billboard Hot 100.
"On the Road Again" foi adaptado por Alan Wilson a partir de uma música de mesmo nome gravada em 1953 por Floyd Jones, um músico de blues de Chicago. A música de Jones era por sua vez uma adaptação de "Big Road Blues", gravada em 1928 pelo músico Tommy Johnson.
Com o seu conhecimento em música ocidental, Wilson usou um pedal de tambura para dar à música um efeito hipnótico e psicadélico. Wilson é o vocalista e também toca harmónica.
A música aparece nos filmes Alice in the Cities (1973),  Hideous Kinky (1998),  The Bucket List (2007) e Need for Speed: The Run (2010)